# Lutorius Priscus
Lutorius Priscus (Kr. e. 1. század – 21) római költő
Germanicus halálára írott költeményéért Tiberiustól jutalmat kapott. Később rosszul járt, mivel megénekelte a súlyos beteg Drusus halálát. A dolog kitudódott, s emiatt a senatus kivégeztette anélkül, hogy az ítéletet Tiberiusszal közölte volna. Cassius Dio és Tacitus tesznek említést róla, utóbbi Clutorius Priscus néven említi a költőt.